# Fragaria
Fragaria este un gen cu 23 specii de plante cu flori din familia Rosaceae (familia trandafirului) cunoscut sub numele de căpșun pentru „fructele” lor comestibile (căpșune). Căpșunii cultivați sunt reprezentanții cei mai cunoscuți ai acestui gen, iar căpșunele lor sunt utilizate în alimentația umană.
Fragul de pădure (Fragaria vesca) este o specie cunoscută pentru frăguțele comestibile, întâlnită în flora spontană a României.
Precizare gramaticală: Căpșun (planta) e de genul masculin (pl.: căpșuni). Căpșună (fructul fals) e de genul feminin (pl.: căpșune sau căpșuni); numeroase persoane fac deci o greșeală gramaticală spunând 

## Descriere, generalități
Căpșunii cresc în solurile fertile, în special în zonele de tranziție între umbră și lumină în sau lângă păduri, de la nivelul mării până la munte. De obicei se întâlnesc mai mulți la un loc, fiind considerate plante sociale între ele.
Planta are tulpina aeriană, frunza ovală, cu margine zimțată, penat compusă.

Florile sunt albe, cu 5 petale.

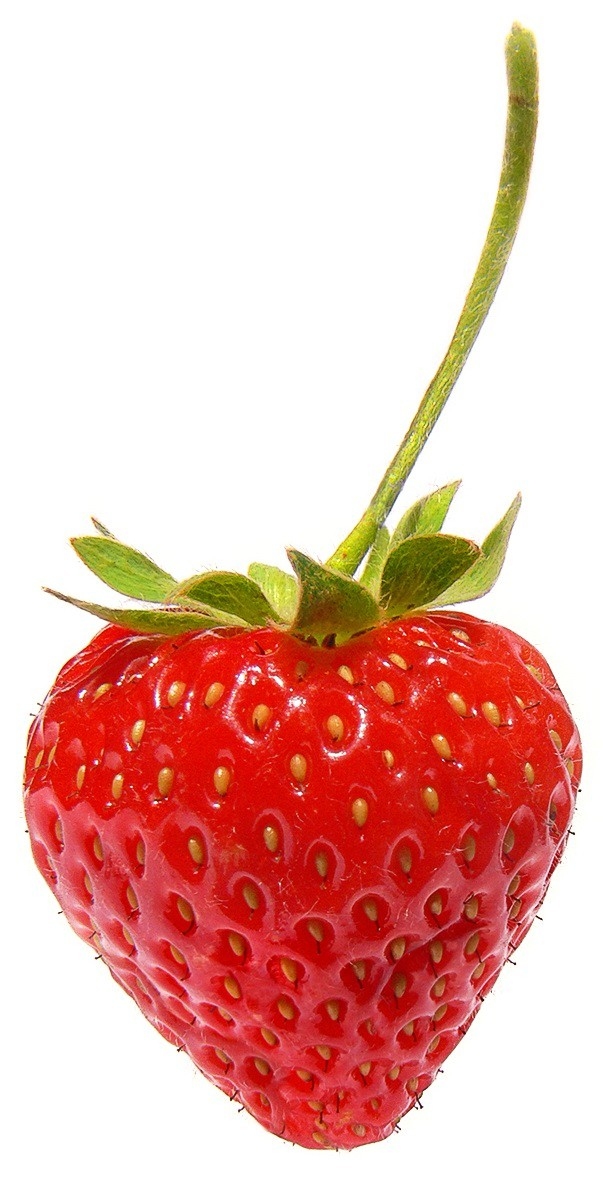
Căpșuna, fructul Fragariei

Fructul fals se formează din îngroșarea receptaculului floral după fecundația fructelor, care devine cărnos și zemos, de culoare roșie. Acest receptacul este suportul adevăratelor fructe după definiția botanică.
Adevăratele fructe sunt numeroasele achene mici, tari și seci (adesea considerate ca semințe; de fapt fiecare achen conține o sămânță) care se află pe receptacul (în nici un caz nu e vorba de un „fruct” cu semințe în afară; toate plantele cu flori produc semințe în interiorul fructului, prin definiție).

## Agricultură
Căpșunii cultivați comercial sunt soiuri ale hibridului Fragaria × ananassa (Fragaria chiloensis × Fragaria virginiana, prima din America de Sud și a doua din America de Nord).
Căpșunele cultivate au un gust care variază în funcție de soi, de la „foarte dulce” până spre „mai mult acru”. Ele sunt o importantă cultură comercială și sunt cultivate pe scară largă în toate regiunile temperate ale lumii. Ele sunt vândute proaspete după recoltă sau sunt conservate sau prelucrate în compoturi, siropuri, gemuri, dulcețuri și produse conținând aceste ingrediente.

## Proprietăți, principii active
Căpșunele sunt bogate în vitamine și zahăruri. Sunt tonice, parfumate, gustoase și aromate și au multe proprietăți terapeutice: remineralizează organismul, stimulează imunitatea naturală și funcțiile hepatice, reglează tensiunea, au efect detoxifiant, scad colesterolul. Ele sunt alcătuite din apă în proporție de 90%, și din zahăr ± 5% (în funcție de soi) având astfel un efect diuretic și depurativ. Aceasta cantitate mică de zahăr se eliberează lent în sânge și nu duce la o creștere semnificativă a glicemiei, căpșunele încadrându-se în categoria alimentelor cu indice glicemic scăzut; din acest motiv, diabeticii pot să le consume.
Căpșunele conțin flavonoide, principii bioactive prețioase pentru menținerea elasticității vaselor de sânge, pentru buna funcționare a inimii și a circulației sangvine.
Datorită conținutului de calciu și fosfor, căpșunele sunt benefice pentru prevenirea osteoporozei și anemiei; prin conținutul bogat în vitamine C, B și E, ele ajută la scăderea nivelului colesterolului din sânge și influențează funcționarea sistemului nervos, fiind benefice în astenii și în prevenirea insomniilor; vitamina C și polifenolii din compoziția lor au un puternic efect antiinflamator și antioxidant. Unul dintre polifenoli este antocianina, pigmentul care conferă „fructului” culoarea roșie. Datorită polifenolilor, consumul de căpșune reduce inflamația cronică, fiind benefic persoanelor care suferă de artrită, astm și ateroscleroză.

### Contraindicații
Anumite persoane au o alergie la căpșune.